# Matilda (muzikál)
Matilda je muzikál s hudbou a texty Tima Minchina a libretem Dennise Kellyho. Vychází z románu Matilda od Roalda Dahla z roku 1988. Příběh muzikálu se soustředí na Matildu Wormwoodovou, nadanou pětiletou dívku s telekinetickými schopnostmi, která miluje čtení, překonává překážky ve škole i v disfunkční rodině a pomáhá své učitelce znovu nalézt smysl života. Muzikál byl poprvé uveden Královskou shakespearovskou společností (RSC) v Stratfordu nad Avonou od listopadu 2010 do ledna 2011. Premiéru na West Endu měl 24. listopadu 2011 v Cambridge Theatre a na Broadwayi 11. dubna 2013 v Shubert Theatre.
Českou premiéru měl muzikál v Městském divadle Brno 21. ledna 2023.

## Děj
Děj vypráví příběh nadané malé dívky, která čelí nepřátelskému prostředí doma i ve škole. Matildu Wormwoodovou ignorují a ponižují její vlastní rodiče. Ti nerozumí její lásce ke knihám, proto nachází útočiště v příbězích, které vypráví laskavé knihovnici paní Phelpsové. Ve škole její mimořádný intelekt objeví učitelka slečna Honeyová, avšak tyranská ředitelka Trunchbullová Matildinu nesnáší a její genialitu popírá. Kromě Matildy terorizuje i ostatní děti, například zavíráním do malé skříně. Matilda postupně zjišťuje, že má telekinetické schopnosti, které využije k tomu, aby pomohla slečně Honeyové získat zpět její domov a postavit se ředitelce Trunchbullové. Pomocí svých schopností Matilda vystraší ředitelku, aby si myslela, že ji pronásleduje duch, což Trunchbullovou donutí utéct pryč ze školy. Slečna Honeyová se stane novou ředitelkou a Matilda získá lepší životní vyhlídky, protože se zároveň stane i její opatrovnicí a náhradním rodičem.

## Brněnské provedení
Městské divadlo Brno uvedlo muzikál Matilda v české premiéře 21. ledna 2023 v režii Petra Gazdíka. Choreografie vytvořila Carli Rebecca Jefferson a o hudební nastudování se postaral Dan Kalousek. Za ztvárnění postavy Matildy byla nominovaná na Cenu Thálie v roce 2023 herečka Karolina Kabele. Za ztvárnění ředitelky Trunchbullové byl v roce 2023 nominovaný (užší nominace) na Cenu Thálie herec Milan Němec. Recenze vyzdvihují zejména dětské výkony. Derniéru měl muzikál 18. prosince 2024.
| „            | Viděl jsem první reprízu 22. ledna 2023, kdy se do Matildy zcela vtělila Anna Bergerová. Ve věku, kdy už zná mechanismy života, ale stále ještě patří do dětství, předvádí výkon hodný dospěláka. Bezchybně zvládá dlouhý part plný textu, zpěvu, tance i změny nálad. Její hlas a celkový výkon předznamenává velkou zpěvačku a herečku. | “ |
| — Jan Trojan | |   |

### Obsazení hlavních rolí
| Anna Bergerová, Marie Juráčková a Karolina Kabele    | Matilda Wormwoodová     |
| Jiří Mach nebo Milan Němec                           | Ředitelka Trunchbullová |
| Kristýna Daňhelová nebo Dagmar Křížová               | Slečna Honeyová         |
| Lukáš Janota nebo Jiří Ressler                       | Pan Wormwood            |
| Svetlana Janotová nebo Ivana Vaňková                 | Paní Wormwoodová        |
| Adam Gazdík nebo Josef Gazdík                        | Michael Wormwood        |
| Alena Antalová, Johana Gazdíková nebo Eva Jedličková | Paní Phelpsová          |